# Тигран (ім'я)
Тигра́н (вірм. Տիգրան) — вірменське чоловіче ім'я.

## Особи

### Історичні особи
- Тигран I Єрвандід
- Тигран I
- Тигран II
- Тигран Молодший
- Тигран III
- Тигран IV
- Тигран V
- Тигран VI
- Тигран VII (Тиран)
- Тигран Саркісян
- Тигран Сейранян

### Журналісти
- Тигран Мартиросян
- Тигран Кеосаян
- Тигран Петросян

### Спортсмени
- Тигран Вардан Мартиросян
- Тигран Геворг Мартиросян
- Тигран Барсегян
- Тигран Єсаян

### Пов'язані з музикою
- Тигран Чухаджян